# Меттью Глейв
Меттью Глейв (англ. Matthew Glave; нар. 19 серпня 1963) — американський актор, найвідоміший за своїми постійними ролями в телевізійних серіалах «Застава фехтувальників», «Швидка допомога», «Усі жінки — відьми», «Зоряна брама SG-1», «Армійські дружини», «Посібник для подруг щодо розлучення», «Кращі речі» та «Енджі Трайбека». Його найвідомішими фільмами є «Весільний співак», «Немовля на прогулянці», «Безпека» та «Кумедна історія».

## Кар'єра
Глейв з'являвся в численних телевізійних шоу, у тому числі в ролях заступника Бада Скітера в «Заставі фехтувальників», доктора Дейла Едсона в «Швидкій допомозі», полковника Пола Емерсона в «Зоряній брамі SG-1» і підполковника Евана Коннорса в «Армійських дружинах».
Він також зіграв гостьову роль у двох епізодах «Усі жінки — відьми» у ролі Кертіса Вільямсона, лікаря, який отримав силу Зачарованих через переливання крові.
У 1997 році Глейв з'явився в п'єсі Квінсі Лонга The Joy of Going Somewhere Definite на форумі Марка Тейпера, знявшись разом з Греггом Генрі та Фредеріком Коффіном.
Він також з'являвся у телесеріалах Будьмо, Поліція Нью-Йорка , Тисячоліття, Цілком Таємно, Вілл і Грейс, CSI, Нікіта та Новобранець тощо. Він зіграв розпусного нареченого «хлопця 1980-х» Глена Гулію у фільмі «Весільний співак» 1998 року разом з Адамом Сендлером і Дрю Беррімор. Він також зіграв брата Марка Волберга у фільмі «Рок-зірка» у 2000 році. Він зіграв Беннінгтона Котвелла у фільмі 1994 року Немовля на прогулянці. Він також зіграв антагоністичного Бріка Девіса в комедійному фільмі 2001 року Коркі Романо. У 2011 році він зіграв антагоніста доктора Олсона у фільмі Зак та Коді: Все тіп-топ. Він також зіграв Вейна у фільмі «Мене звуть Ерл».
Він з'явився у другому епізоді драматичного серіалу ABC «Помста» в ролі багатого менеджера хедж-фонду з Волл-стріт Білла Хармона. Він також знявся у серіалі Шукачка і фільмі Арго.
Глейв також з'явився в оновленому серіалі Гаваї 5-0, зігравши гостьову роль в епізоді 4 сезону «Na hala a ka makua (Гріхи батька)», у ролі фальшивого агента ФБР, який насправді є сумно відомим гангстером Джуліаном Лінчем.
Він зіграв головну роль у повнометражному фільмі 2018 року «Кумедна історія», сценаристом і режисером якого став Майкл Дж. Галлахер. Прем'єра фільму відбулася на кінофестивалі Slamdance у штаті Юта 2018 року, а потім він отримав приз глядацьких симпатій на міжнародному кінофестивалі Сонома в Каліфорнії. Глейв отримав нагороду «Кращий на фестивалі», «Найкращий актор» на кінофестивалі в Брекенріджі у вересні 2018 року і номінований у категорії «Провідна чоловіча роль у повнометражній категорії» на Саутгемптонському міжнародному кінофестивалі, нагородження якого відбудеться у жовтні 2018 року.

## Фільмографія
| Рік       |    | Українська назва                    | Оригінальна назва                   | Роль                                                         |
| --------- | -- | ----------------------------------- | ----------------------------------- | ------------------------------------------------------------ |
| 1991      | тф |                                     | Babe Ruth                           | Джо Дуган                                                    |
| 1992      | с  | Закон Лос-Анджелеса                 | L.A. Law                            | Роббі Річардс (серія «Звідси до батьківства»)                |
| 1992      | с  | Будьмо                              | Cheers                              | бармен (серія «Пиво завжди зеленіше»)                        |
| 1993      | ф  | Привид у машині                     | Ghost in the Machine                | поліцейський-новачок                                         |
| 1993      | с  | Дугі Хаузер, доктор медичних наук   | Doogie Howser, M.D.                 | Лез (серія «Spell It 'MAN'»)                                 |
| 1993      | тф |                                     | For Their Own Good                  | Майк Єйтс                                                    |
| 1994      | ф  | Конвоїри                            | Chasers                             | Рорі Блейнс                                                  |
| 1994      | ф  | Немовля на прогулянці               | Baby's Day Out                      | Беннінгтон Котвелл                                           |
| 1994      | с  | Вокер, техаський рейнджер           | Walker, Texas Ranger                | Мітч Тревіс (серія «Мустанги»)                               |
| 1994      | с  | Діагноз: Вбивство                   | Diagnosis: Murder                   | Роджер Валін (2 серії)                                       |
| 1995      | с  | Якби не ти                          | If Not For You                      | Гарі Шаффер (пілотна серія)                                  |
| 1995      | с  | Військово-юридична служба           | JAG                                 | Лейтенант Джек «Ріппер» Картер (2 серії)                     |
| 1995      | с  | Маршал                              | The Marshal                         | Заступник Джонатан Такер (серія «Земля можливостей»)         |
| 1995—1996 | с  | Застава фехтувальників              | Picket Fences                       | Заступник Бад Скітер (7 серій)                               |
| 1996—1997 | с  | Швидка допомога                     | ER                                  | Доктор Дейл Едсон (15 серій)                                 |
| 1997      | ф  | Тривіальне чтиво                    | Plump Fiction                       | Нікі Кокс                                                    |
| 1997      | с  |                                     | Cybill                              | Джим Гікс (серія «Little Bo Peep»)                           |
| 1997      | с  | Справжні жінки                      | True Women                          | Вільям Кінг (міні-серіал)                                    |
| 1998      | ф  | Співак на весіллі                   | The Wedding Singer                  | Глен Гулія                                                   |
| 1998      | с  | Поліція Нью-Йорка                   | NYPD Blue                           | Джейсон (2 серії)                                            |
| 1998      | с  | Грубе пробудження                   | Rude Awakening                      | Ленні (серія «На моє щастя, її груди вибухнули»)             |
| 1998      | тф |                                     | Legalese                            | Курт Лі                                                      |
| 1999      | тф | Заколот                             | Mutiny                              | Лейтенант Кірбі                                              |
| 1999      | с  | Тисячоліття                         | Millennium                          | Едвард Каффл (серія «Via Dolorosa»)                          |
| 1999—2002 | с  | Дотик ангела                        | Touched by an Angel                 | Молодий Макс / сержант Вокер (2 серії)                       |
| 2000      | с  | Мисливиця                           | The Huntress                        | Дірк Манчіні (пілотна серія)                                 |
| 2000      | с  | Усі жінки — відьми                  | Charmed                             | Доктор Кертіс Вільямсон (2 серії)                            |
| 2001      | ф  | Рок-зірка                           | Rock Star                           | Джо Коул                                                     |
| 2001      | ф  | Коркі Романо                        | Corky Romano                        | Агент Брік Девіс                                             |
| 2002      | с  | Сімейне право                       | Family Law                          | Преподобний Вільямс (серія «Великий брат»)                   |
| 2002      | с  | Цілком таємно                       | The X-Files                         | Спеціальний агент Калленбруннер (серія «Істина»)             |
| 2002      | с  | Розслідування Джордан               | Crossing Jordan                     | Спеціальний агент ФБР Аарон Міллер (серія «Один дванадцять») |
| 2003      | с  | Вілл і Грейс                        | Will & Grace                        | Кірк (серія «Field of Queens»)                               |
| 2003      | с  | Щит                                 | The Shield                          | Майк (серія «Homewrecker»)                                   |
| 2003      | с  | Західне крило                       | The West Wing                       | Скотт Холкомб (серія «Каліфорнія 47-й»)                      |
| 2003      | с  | Лігво Ліона                         | The Lyon's Den                      | Адвокат Карл Грін (2 серії)                                  |
| 2003      | с  | Доброго ранку, Маямі                | Good Morning, Miami                 | Філ (серія «Ти все одно залишиш мене завтра?»)               |
| 2005      | ф  |                                     | Movin' Too Fast                     | JW                                                           |
| 2005      | с  | Лас-Вегас                           | Las Vegas                           | Джейсон Декер (серія «Hide & Sneak»)                         |
| 2005      | с  |                                     | E-Ring                              | агент ЦРУ Джон Гейнс (серія «Забуті»)                        |
| 2005      | с  |                                     | Life on a Stick                     | Рік Лакерсон (13 серій)                                      |
| 2005—2015 | с  | CSI: Місце злочину                  | CSI: Crime Scene Investigation      | Кен Бікслер / Офіцер Метт Глейзер (2 серії)                  |
| 2006      | ф  |                                     | Diggers                             | South Shell Guy #1                                           |
| 2006      | с  | Зоряна брама: SG-1                  | Stargate SG-1                       | Полковник Пол Емерсон (6 серій)                              |
| 2006      | с  | Мертва справа                       | Cold Case                           | Карл Бредлі (серія «Ключ»)                                   |
| 2007      | ф  | Список                              | The List                            | Філіп                                                        |
| 2007      | с  | Нові пригоди старої Крістін         | The New Adventures of Old Christine | Бенджамін «Бен» Майкл (серія «My Big Fat Sober Wedding»)     |
| 2007      | с  | Без сліду                           | Without a Trace                     | Лео (серія «Clean Up»)                                       |
| 2008      | ф  | Візіонери                           |                                     | Роджер                                                       |
| 2008      | ф  | Будь кмітливим                      | Get Smart                           | водій агента секретної служби                                |
| 2008—2009 | с  | Армійські дружини                   | Army Wives                          | Підполковник Еван Коннорс (16 серій)                         |
| 2009      | с  | Мене звати Ерл                      | My Name Is Earl                     | Вейн («Космічна академія Чаза Далтона»)                      |
| 2009      | с  | Частини тіла                        | Nip/Tuck                            | Джері (2 серії)                                              |
| 2009      | с  |                                     | Crash                               | Бауер Лермонтов (3 серії)                                    |
| 2010      | ф  | Будинок вщент                       | House Broken                        | Гектор                                                       |
| 2010      | с  | Навмисна випадковість               | Accidentally on Purpose             | Офіцер Равіц (2 серії)                                       |
| 2010      | с  | Шукачка                             | The Closer                          | Кевін Мейсон («Виконавчий наказ»)                            |
| 2010      | с  | Медіум                              | Medium                              | доктор Хіт Тімлін («Поговори з рукою»)                       |
| 2011      | с  | Відчайдушні домогосподарки          | Desperate Housewives                | Детектив Фостер (2 серії)                                    |
| 2011      | с  | Криміналісти: мислити як злочинець  | Criminal Minds                      | Детектив Бейлі («Sense Memory»)                              |
| 2011      | тф |                                     | The Suite Life Movie                | доктор Олсен                                                 |
| 2011      | с  | Болота                              | The Glades                          | Дуайт Стюарт («Beached»)                                     |
| 2011      | с  | Нікіта                              | Nikita                              | Джонатан Гейнс («Clawback»)                                  |
| 2011—2012 | с  | Помста                              | Revenge                             | Білл Хармон (2 серії)                                        |
| 2012      | ф  | Арго                                | Argo                                | Полковник Чарльз В. Скотт                                    |
| 2012      | с  | C.S.I.: Місце злочину Маямі         | CSI: Miami                          | Ларрі Хоппер («У небезпеці»)                                 |
| 2012      | с  | Контакт                             | Touch                               | Френк Роббінс («Gyre, Part 1»)                               |
| 2012      | с  | Форс-мажори                         | Suits                               | Адвокат Томаса Волша («All In»)                              |
| 2012      | с  | Сприйняття                          | Perception                          | Сенатор Скотт Райленд (2 серії)                              |
| 2012      | с  | Сусіди                              | The Neighbors                       | Білл («Things Just Got Real»)                                |
| 2012      | с  | Виховуючи Хоуп                      | Raising Hope                        | Big W («The Walk for the Runs»)                              |
| 2012—2013 | с  | Потанцюймо                          | Shake It Up                         | Джей Джей Джонс (2 серії)                                    |
| 2013      | с  | Безсоромні                          | Shameless                           | Скотт Вокер («Сантехнік Френк»)                              |
| 2013      | с  | Пекло на колесах                    | Hell on Wheels                      | Дік Барлоу («Eminent Domain»)                                |
| 2014      | с  | Гаваї 5.0                           | Hawaii Five-0                       | Провідний агент ФБР Коль / Джуліан Лінч («Помилки батька»)   |
| 2014      | с  | Божевільні                          | Mad Men                             | Білл Хартлі («Стратегія»)                                    |
| 2014      | с  |                                     | Growing Up Fisher                   | директор Слоун (6 серій)                                     |
| 2014      | с  | Агенти Щ.И.Т.                       | Agents of S.H.I.E.L.D.              | Роджер Браунінг («Тіні»)                                     |
| 2014      | с  | Батьківство                         | Parenthood                          | Містер Джонс («Lean In»)                                     |
| 2014      | с  | Американська історія жаху           | American Horror Story               | Ларрі Гейхарт («Сироти»)                                     |
| 2015      | с  | Правду кажучи                       | Truth Be Told                       | Стів («Люби ближнього свого»)                                |
| 2015—2017 | с  | Посібник для подруг щодо розлучення | Girlfriends' Guide to Divorce       | Гордон Біч (16 серій)                                        |
| 2016      | ф  | Джиммі Вестуд: Американський герой  | Jimmy Vestvood: Amerikan Hero       | Генк Шенніті                                                 |
| 2016      | ф  | Любов до собак обов'язкова          | The Dog Lover                       | Містер Голд                                                  |
| 2016      | ф  | Відсів                              | The Thinning                        | Губернатор Дін Реддінг                                       |
| 2016      | тф |                                     | All the Way                         | Карл Сандерс                                                 |
| 2016      | с  | Роузвуд                             | Rosewood                            | Андре Ворд («Значки та бомби»)                               |
| 2016—2017 | с  | Нарко                               | Narcos                              | Майк Спенсер (2 серії)                                       |
| 2016—2018 | с  | Енджі Трайбека                      | Angie Tribeca                       | Віце-президент Джо Перрі / мер Джо Перрі (12 серій)          |
| 2016—2020 | с  | Все на краще                        | Better Things                       | Ксандер Холл (9 серій)                                       |
| 2017      | с  |                                     | Drive Share                         | Тато Ганни («Вийти за мене?»)                                |
| 2017      | с  | Грейс і Френкі                      | Grace and Frankie                   | Офіцер Таттл («Злом»)                                        |
| 2017      | с  | Ворожнеча                           | Feud                                | Джозеф Коттен (2 серії)                                      |
| 2017      | с  | Ви хочете побачити мертве тіло?     | Do You Want to See a Dead Body?     | Мел («Тіло та розрив»)                                       |
| 2017—2018 | с  | Мік                                 | The Mick                            | Говард Баклі (2 серії)                                       |
| 2018      | ф  | Смішна історія                      | Funny Story                         | Вальтер                                                      |
| 2018      | ф  | Перша людина                        | First Man                           | Чак Єгер                                                     |
| 2018      | ф  | Відсів: Новий світовий порядок      | The Thinning: New World Order       | Губернатор Дін Реддінг                                       |
| 2018      | с  | Американка                          | American Woman                      | Кел («Перешкоди та переваги»)                                |
| 2019      | с  | NCIS: Полювання на вбивць           | NCIS                                | Командувач ВМС Джон МакГі («Одного разу Тім»)                |
| 2019      | с  | Дієта Санта-Кларіта                 | Santa Clarita Diet                  | Боб Зекеман («Більше кота»)                                  |
| 2019—2021 | с  | Новобранець                         | The Rookie                          | Оскар Гатчінсон (7 серій)                                    |
| 2020      | ф  | Поза грою                           | The Way Back                        | Тренер Ломбардо                                              |
| 2020      | ф  |                                     | Leave 'Em Laughing                  | Дік Шон                                                      |
| 2020      | ф  |                                     | Uncorked                            | Рейленд                                                      |
| 2020      | ф  | Безпека                             | Safety                              | Томмі Боуден                                                 |
| 2020      | с  |                                     | Brews Brothers                      | Воррен («The Trink»)                                         |
| 2021      | с  |                                     | Bronzeville                         | Детектив Джо Парксон («15, 34»)                              |
| 2021      | с  | Бунтарка                            | Rebel                               | Томмі Флінн (5 серій)                                        |